# 塔普羅巴納

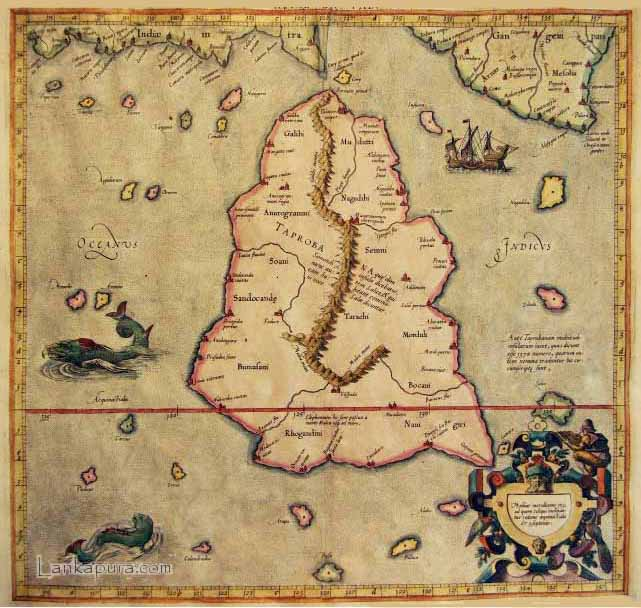
托勒密地圖中的塔普羅巴納

塔普羅巴納，塔普拉班是古希臘對印度洋上的斯里蘭卡島的稱呼。

## 歷史
在老普林尼的《博物志》中記錄最早在公元前4世紀，在亞歷山大大帝時期塔普羅巴納被證實是一個島嶼。在麥加斯梯尼的作品中有描述，它被大河分割，珍珠和黃金的產量比印度還多。島嶼和印度之間的海洋滿布只有「六步」深的淺灘，在淺灘以外的海域，船錨都無法觸及海底。當地的船兩頭都是船首，方便在狹窄的水道行駛不用轉彎。當地的水手不使用天文航海，而是帶鳥出海，放飛鳥以確定航道。
克勞狄一世時期（41-54年），一個自由民在阿拉伯地區航海，遭遇風暴後到達了塔普羅巴納的一個港口西普里（今Kudiramalai），他接受到當地國王的熱情款待，並用六個月學會當地語言，回答了關於羅馬的問題。隨後國王派出四名使者和羅馬建交。根據使者的介紹，塔普羅巴納上有五百座城鎮，最大的城市是帕莱西木恩杜斯，人口有二十萬。
拜占庭的斯特凡诺斯（6世紀）的詞典《Ethnica》記載島上有一座城市名為阿吉拉，一條河流名為費斯。
十四世紀的約翰·曼德維爾的著作《曼德維爾爵士遊記》中認爲塔普羅巴納是屬於祭司王約翰。島上一年有兩個夏天兩個冬天，島上有大量的金山被如獵犬大小的食人蟻守衛。人類使用駱駝，馬和野獸驅趕食人蟻，或者利用食人蟻會填滿見到空容器這個特性，讓馬匹帶著空的容器等上金山，以獲得金子。
中世紀一些學者根據托勒密的《地理學指南》繪製地圖，由於傳播和理解上問題，導致出現塔普羅巴納是蘇門答臘的說法，影響了不少人如安東尼奧·皮加費塔在《首次環球航行記》（1524-1525年）就說塔普羅巴納是蘇門答臘的古稱，尼科洛·達·康提（1395-1469年）亦然，十五世紀不少葡萄牙人的記錄也是如此。而瓦爾德澤米勒地圖（1507年）明確標示出塔普羅巴納是斯里蘭卡/錫蘭。

## 近代研究
近代的研究，學者認為希臘人所說塔普羅巴納是源於潘地亞王朝（今印度泰米爾納德邦和斯里蘭卡）當時泰米爾語和梵文中的塔米拉巴拉尼（Thamirabarani）。塔米拉巴拉尼在當地是一個地區名和一條河流的名字。喬治·烏格洛·蒲柏在他的《印度歷史教材》中提出塔普羅巴納源於Dipu-Ravana，意思是「羅波那之島」（'s island）。

## 相關作品
- 《盧濟塔尼亞人之歌》賈梅士1572年出版的史詩，作品中第一章第一節有提到塔普羅巴納「名聞遐邇的艦隊與諸侯，自琉息太尼亞西岸啟航，前往未曾航行過的海域，他們越過了塔普羅巴納，在危難與奮鬥的戰役中，超越人類能力所及範圍，在遙遠的異族之上建立新王國，讓兩者皆獲昇華」[17]。
- 《太陽城》托馬索·康帕內拉1602年創作的哲學作品，作品中有提到塔普羅巴納[18]。
- 《唐吉訶德》塞萬提斯1605年和1615年發佈的反騎士小說，第十八章提到塔普羅巴納是阿利凡法龍大帝的領地[19]。
- 《巴比倫彩票》豪爾赫·路易斯·波赫士1941年創作的奇幻短篇小說，作品中有提到塔普羅巴納。
- 《天堂的噴泉》亞瑟·查理斯·克拉克1979年創作的科幻小說，故事發生的地點是一個名為塔普羅巴納的島，作者克拉克表示該島有90%和斯里蘭卡島一致。
- 《Finelines》英國樂隊My Vitriol2001年發佈的專輯，收錄的一首歌曲名為塔普羅巴納（Taprobana），樂隊的主唱索姆·沃德納出身於斯里蘭卡。
- 《塔羅班納》（Taprobana）2014年電影。